# Versuta
Versuta o Versutta(Versute in friulano standard, Versuta in friulano occidentale)  è una località del comune di Casarsa della Delizia, in provincia di Pordenone, 3 km a sud-est del capoluogo.
Il nome "Versuta" deriva dalla presenza del rio Versa, piccolo corso d'acqua che attraversa il borgo.
Monumento artistico di pregio qui edificato è la chiesa di Sant'Antonio abate, risalente al XIII secolo, che contiene al suo interno cicli di affreschi del XIV e della prima metà del XV secolo.
Versuta è nota perché durante la Seconda guerra mondiale il poeta Pier Paolo Pasolini vi sfollò con la madre, mentre il centro abitato di Casarsa veniva semidistrutto dai bombardamenti.

All'inizio del 1945 viene fondata a Versuta l'Academiuta di lenga furlana, per la valorizzazione della lingua e della cultura friulana, di cui faceva parte lo stesso Pasolini.
Il 13 gennaio si tiene a Versuta la festa di Sant'Antonio abate.

## Curiosità
Nel borgo di Versuta si trova una fontana, cantata dal poeta Pasolini nella parlata locale (una varietà del friulano occidentale): Fontana di aga dal me paîs, a no è aga pì fres-cia che tal me paîs, fontana di rùstic amòur ("Fontana di acqua del mio paese, non v'è acqua più fresca che nel mio paese, fontana di rustico amore")